# C. H. B. Kitchin
Clifford Henry Benn Kitchin (Harrogate, 17 d'octubre de 1895 - Brighton, 4 d'abril de 1967) va ser un novel·lista britànic. Va ser conegut per les seves quatre novel·les de misteri del detectiu Malcolm Warren (Death of My Aunt, Crime at Christmas, Death of His Uncle i The Cornish Fox), però les seves altres novel·les també van ser ben considerades, especialment per altres escriptors. Les seves novel·les més conegudes són The Auction Sale, Streamers Waving i Mr. Balcony. Va ser un dels dos mentors de Francis King. Els seus altres treballs inclouen Book of Life, Ten Pollitt Place i Jumping Joan.
Kitchin va estudiar a l'Exeter College d'Oxford i va esdevenir advocat. Va ser un excel·lent jugador d'escacs i del bridge, a més de pianista. Kitchin havia nascut en un ambient opulent i va augmentar la seva riquesa invertint en el mercat de valors. Va utilitzar la seva riquesa per participar en molts camps diferents, incloent-hi la cria i carreres de llebrers, en les quals va destacar durant un breu període. Era homosexual i visqué amb la seva parella, Clive Preen, fins a la mort de Preen el 1944.